# Tryggve Andersen

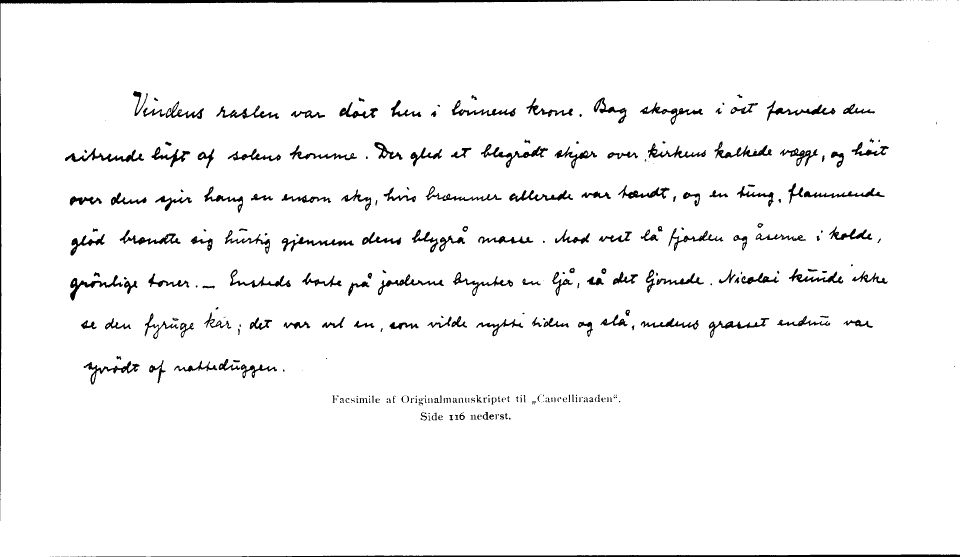
Från manuskriptet till I cancelliraadens dage.

Tryggve Andersen född 27 september 1866 i Ringsaker, död 10 april 1920 i Gran, var en norsk författare.

## Biografi
Andersen blev student 1885. Han bedrev till en början filologiska studier. 1897 debuterade han med den kulturhistoriska skildringen I Cancelliraadens dage. Bland andra arbeten märks en psykologiskt-analytiska romanen Mot kveld (1900), Dagbog fra en sjöreise (1923), samt några novellsamlingar.
Andersen var en splittrad och nervös natur, som emellertid med sitt äktromantiska gemyt förenade en skarp och kritisk blick på verkligheten.